# Moët & Chandon

Logo de Moët & Chandon

Moët & Chandon, fundada en 1743 con sede en Épernay, es una productora de los champanes más conocidos y vendidos del mundo, además de ser una casa de champán. Se caracteriza por su color amarillo pálido, algo verdoso.
La temperatura ideal de consumo está en torno a los 7 °C. Las bodegas de este champán se remontan a más de 2 siglos de antigüedad y desde el año 1927 posee denominación de origen.
Moët & Chandon pertenece al conglomerado francés de productos de lujo LVMH.